# Olgierd Dziekoński
Olgierd Roman Dziekoński (ur. 8 września 1950 we Wrocławiu) – polski architekt i polityk, w latach 2000–2001 podsekretarz stanu w Ministerstwie Rozwoju Regionalnego i Budownictwa, w latach 2007–2010 podsekretarz stanu w Ministerstwie Infrastruktury, w latach 2010–2015 sekretarz stanu w Kancelarii Prezydenta RP.

## Życiorys
Ukończył w 1975 studia na Wydziale Architektury Politechniki Wrocławskiej. Od 1974 do 1984 pracował jako asystent w Instytucie Planowania Przestrzennego Wydziału Architektury Politechniki Warszawskiej. W 1987 został absolwentem Salzburg Seminar, w 1993 wykładał w Harvard Graduate School of Design.
Był wiceprezydentem Warszawy od 1990 do 1994 i od 1999 do 2000, a także podsekretarzem stanu w Ministerstwie Rozwoju Regionalnego i Budownictwa w latach 2000–2001. Współtworzył i pełnił funkcję prezesa Agencji Rozwoju Komunalnego. Przystąpił do Platformy Obywatelskiej.
Od 22 listopada 2007 do 5 października 2010 był podsekretarzem stanu w Ministerstwie Infrastruktury. 7 października 2010 powołany na stanowisko sekretarza stanu w Kancelarii Prezydenta. Pełnił tę funkcję do 5 sierpnia 2015. Zasiadał w radzie Fundacji Instytut Bronisława Komorowskiego.
W 2015 został odznaczony Krzyżem Oficerskim Orderu Odrodzenia Polski oraz Odznaką Honorową za Zasługi dla Samorządu Terytorialnego.